# Forbasy
Forbasy este o comună slovacă, aflată în districtul Stará Ľubovňa din regiunea Prešov. Localitatea se află la altitudinea de 540 m deasupra n.m., se întinde pe o suprafață de 4,5 km2 și în 2017 număra 440 de locuitori.

## Istoric
Localitatea Forbasy este atestată documentar din 1311.

## Demografie
| An:                | 1994 | 2004   | 2014   | 2024   |
| ------------------ | ---- | ------ | ------ | ------ |
| Număr de persoane: | 371  | 387    | 423    | 440    |
| Diferență:         |      | +4,31% | +9,30% | +4,01% |

| An:                | 2023 | 2024   |
| ------------------ | ---- | ------ |
| Număr de persoane: | 446  | 440    |
| Diferență:         |      | −1,34% |